# Delilah's Power
Delilah's Power è un album in studio del duo musicale statunitense Ike & Tina Turner, pubblicato nel 1977.

## Tracce
Side 1
1. Delilah's Power – 2:57
2. Never Been to Spain – 3:00
3. Unhappy Birthday – 3:07
4. (You've Got to) Put Something into It – 2:35
5. Nothing Comes to You When You're Asleep but a Dream – 4:00
6. Stormy Weather (Ethel Waters cover) – 2:35

Side 2
1. Sugar, Sugar (The Archies cover) – 2:43
2. Too Much for One Woman – 3:00
3. Trying to Find My Mind – 3:50
4. Pick Me Up (Take Me Where Your Home Is) – 3:18
5. Too Many Women – 3:34
6. I Want to Take You Higher (Sly & the Family Stone cover) – 3:43